# San Xoán de Río
San Xoán de Río (spanisch nur Río) ist ein Ort und das Verwaltungszentrum einer Gemeinde (municipio) mit 518 Einwohnern (Stand: 2024) in der Provinz Ourense in der Autonomen Region (Comunidad Autónoma) Galicien im Nordwesten Spaniens.

## Lage und Klima
San Xoán de Río liegt etwa 55 km östlich von Ourense und etwa 60 Kilometer nördlich der portugiesischen Grenze in einer Höhe von ca. 655 m. Das vom Atlantik geprägte Klima ist gemäßigt und nicht selten regnerisch.

## Bevölkerungsentwicklung der Gemeinde
Legende: Río___San Xoán de Río

Quelle: INE-Archiv – grafische Aufarbeitung für Wikipedia
Durch Fortzug in die umliegenden Städte ist die Bevölkerung seit den 1950er Jahren stetig gesunken.

## Gemeindegliederung
Die Gemeinde San Xoán de Río ist in neun Parroquias gegliedert:
| Parroquias             | Patrozinium          | Einwohner 2024 | Fläche km² | Dichte Einw./km² | Höhe msnm | Ortskennzahl |
| ---------------------- | -------------------- | -------------- | ---------- | ---------------- | --------- | ------------ |
| As Cabanas             | San Paio             | 36             | 7,63       | 5                | 850       | 32070030000  |
| Castrelo               | Santa María          | 39             | 8,98       | 4                | 840       | 32070040000  |
| Cerdeira               | Santa María Madanela | 59             | 4,29       | 14               | 879       | 32070050000  |
| Medos                  | Santa Mariña         | 13             | 3,26       | 4                | 865       | 32070060000  |
| San Silvestre de Argas | San Silvestre        | 7              | 2,57       | 3                | 838       | 32070020000  |
| San Xoán de Río        | San Xoán             | 220            | 11,55      | 19               | 896       | 32070070000  |
| San Xurxo              | Santa María da O     | 25             | 2,55       | 10               | 955       | 32070080000  |
| Seoane de Argas        | San Xoán             | 59             | 8,66       | 7                | 866       | 32070010000  |
| Vilardá                | Santa María          | 60             | 11,69      | 5                | 945       | 32070090000  |

## Wirtschaft
| Ackerbau, Viehzucht und Fischerei                                                  | 017 | 012,78 |
| Industrie                                                                          | 012 | 09,02  |
| Bauwirtschaft                                                                      | 019 | 014,29 |
| Dienstleistungsbetriebe                                                            | 085 | 063,91 |
| Total                                                                              | 133 | 100,00 |
| * Daten aus dem Statistischen Amt für Wirtschaftliche Entwicklung in Galicien, IGE |     |        |

## Sehenswürdigkeiten
- Johanniskirche in San Xoán de Río
- Rathaus

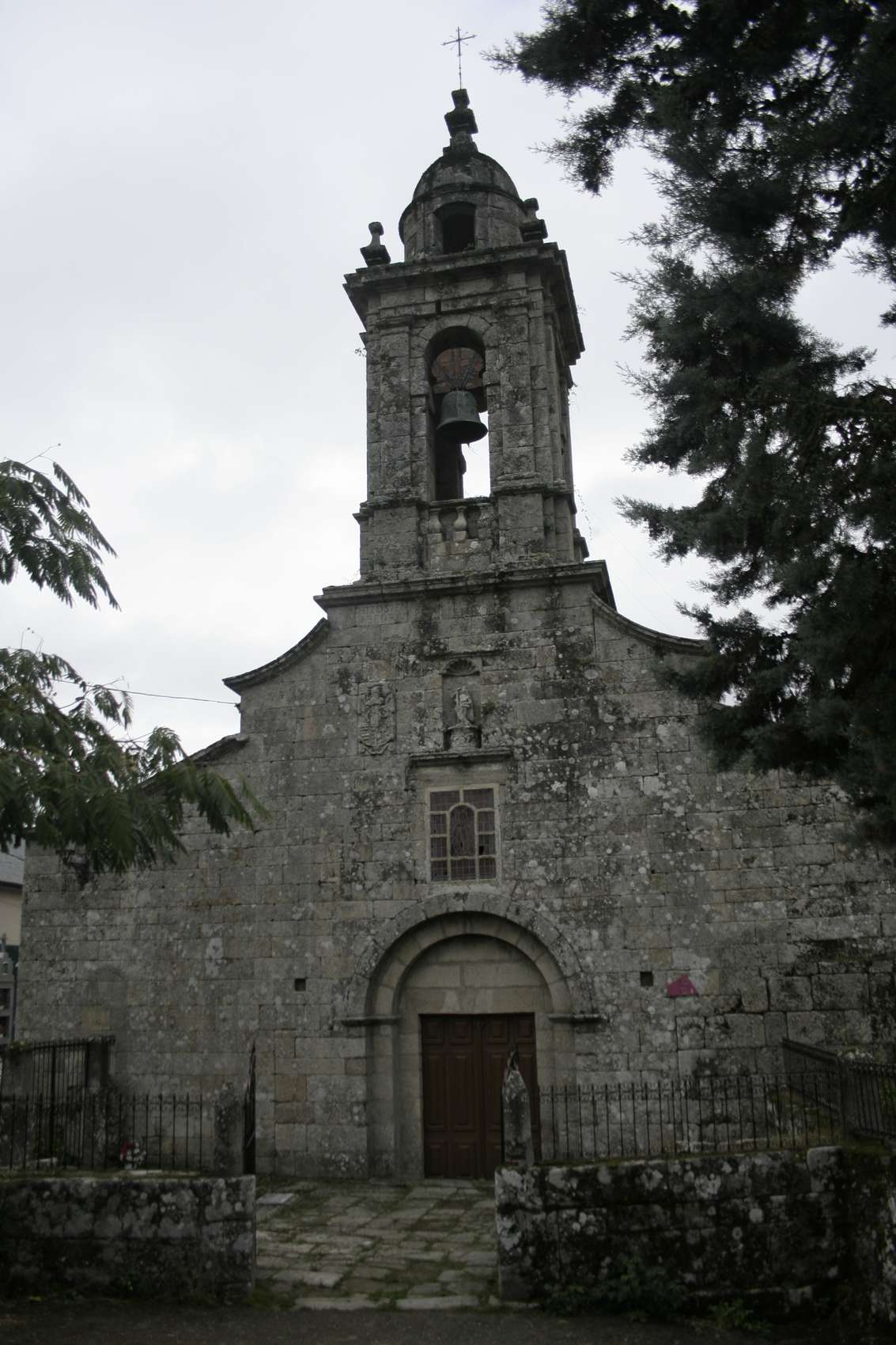
Johanniskirche
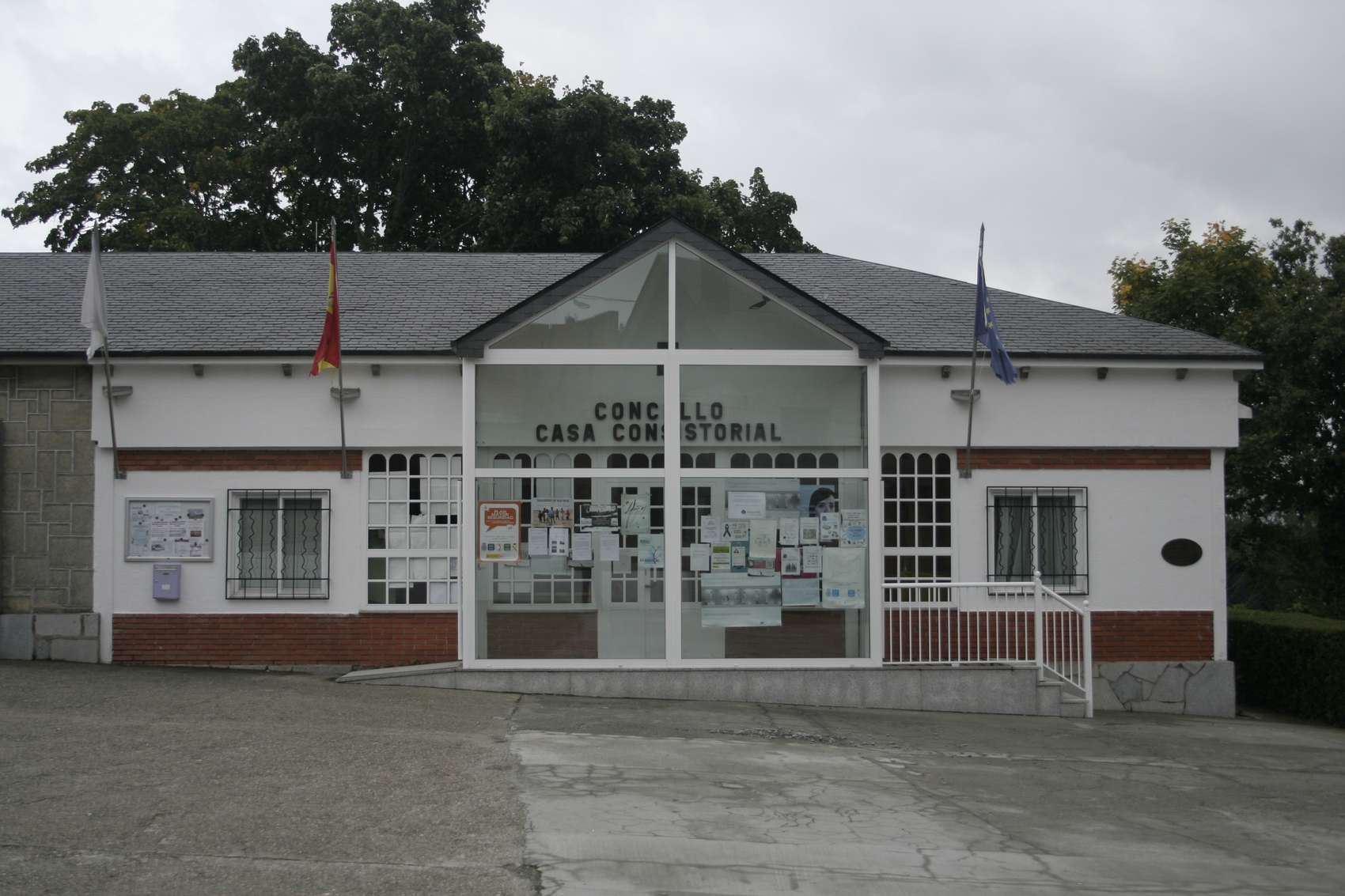
Rathaus